# Tứ đại danh tác
Tứ đại danh tác (tiếng Trung: 四大名著) chỉ bốn tác phẩm văn học cổ điển được cho là danh tiếng nhất của Trung Quốc, xếp theo thứ tự thời gian xuất hiện:
- Tam quốc diễn nghĩa của La Quán Trung, câu chuyện về sự phân tranh cuối thời Đông Hán của 3 thế lực: Ngụy, Thục, Ngô
- Thủy hử của Thi Nại Am, câu truyện kể về cuộc khởi nghĩa nông dân Lương Sơn Bạc cuối thời Bắc Tống do Tống Công Minh chỉ huy
- Tây du ký của Ngô Thừa Ân, câu chuyện thần thoại kể về quá trình đi sang Tây Trúc lấy kinh của 4 thầy trò Đường Tăng
- Hồng Lâu Mộng của  Tào Tuyết Cần, tác phẩm kể về cuộc sống của một đại gia đình quý tộc đời nhà Minh từ lúc cực thịnh đến lúc suy vi